# 13122 Drava
13122 Drava (1994 CV9) là một tiểu hành tinh vành đai chính được phát hiện ngày 7 tháng 2 năm 1994 bởi E. W. Elst ở Đài thiên văn Nam Âu. Nó được đặt theo tên Drava, a major tributary thuộc Danube.